# Redvale (Colorado)
Redvale es un lugar designado por el censo ubicado en el condado de Montrose en el estado estadounidense de Colorado. En el Censo de 2010 tenía una población de 236 habitantes y una densidad poblacional de 19,47 personas por km².

## Geografía
Redvale se encuentra ubicado en las coordenadas 38°10′34″N 108°24′45″O / 38.17611, -108.41250. Según la Oficina del Censo de los Estados Unidos, Redvale tiene una superficie total de 12.12 km², de la cual 12.12 km² corresponden a tierra firme y (0%) 0 km² es agua.

## Demografía
Según el censo de 2010, había 236 personas residiendo en Redvale. La densidad de población era de 19,47 hab./km². De los 236 habitantes, Redvale estaba compuesto por el 97.46% blancos, el 0% eran afroamericanos, el 0% eran amerindios, el 0.42% eran asiáticos, el 0% eran isleños del Pacífico, el 0.85% eran de otras razas y el 1.27% pertenecían a dos o más razas. Del total de la población el 3.81% eran hispanos o latinos de cualquier raza.